# Eric Tsang
Eric Tsang (chiń. trad. 曾志偉, chiń. upr. 曾志伟, pinyin: Zēng Zhìwěi; ur. 14 kwietnia 1953 w Hongkongu) – hongkoński aktor, reżyser i producent filmowy. Znany jest także z prowadzenia teleturnieju „Super Trio Series” w telewizji TVB.
Zaczynał jako kaskader, zagrał w ponad 140 filmach. Ojciec aktora i reżysera Dereka Tsanga.

## Filmografia
- 1974: Na Zha
- 1974: Shao Lin wu zu
- 1975: Kung Fu Stars
- 1976: Huang Fei-hong yu liu a cai
- 1977: San De huo shang yu Chong Mi Liu
- 1977: Fa qian han
- 1977: Li san jiao wei zhen di yu men
- 1978: Zan xian sheng yu zhao qian hua
- 1978: Fei Lung gwoh gong
- 1980: Ma bao chuang ba guan
- 1980: Zei zang
- 1980: Xian yu fan sheng
- 1980: Po jie da shi
- 1981: Mao tou ying
- 1981: Gui ma zhi duo xing
- 1981: Zhui nü zi
- 1982: Ye jing hun
- 1982: Xiao sheng pa pa
- 1983: Zuijia paidang daxian shentong
- 1983: Shao ye Wei Wei
- 1983: Wo ai Ye Laixiang
- 1984: Shi hun lao dou
- 1984: Shang tian jiu ming
- 1984: Da xiao bu liang
- 1985: Kai xin shuang xiang pao
- 1985: Hoh bit yau ngoh
- 1985: Heng cai san qian wan
- 1985: Moje szczęśliwe gwiazdki
- 1985: Shi lai yun dao
- 1985: Na celowniku
- 1986: Zui jia fu xing
- 1986: Liang gong po ba tiao xin
- 1986: Foo gwai lit che
- 1987: Zui hou yi zhan
- 1986: Qi nian zhi yang
- 1987: Kai xin wu yu
- 1987: Fu gui bi ren
- 1987: Xiao sheng meng jing hun
- 1987: Zui hou sheng li
- 1987: Cheng chong chui lui chai
- 1988: Wo ai tai kong ren
- 1988: Shuang fei lin men
- 1988: Qiu ai gan si dui
- 1988: Pa xiu gui
- 1988: Long hu zhi duo xing
- 1988: Jin zhuang da jiu dian
- 1988: Huang jia shi jie zhi III: Ci xiong da dao
- 1988: Gong zi duo qing
- 1988: Gam yin ji
- 1988: Jing zhuong zhui nu zi zhi er
- 1988: Gai juk tiu mo
- 1988: Hun wai qing
- 1989: Xin A Li Ba Ba
- 1989: Xiao xiao xiao jing cha
- 1989: Shen xing tai bao
- 1989: Fu xing lin men
- 1989: Fu gui zai san po ren
- 1989: Fu gui bing tuan
- 1989: Ba bo qin bing
- 1989: Fatalne wakacje (An le zhan chang)
- 1989: Qun long xi feng
- 1989: Fu xing chuang jiang hu
- 1989: Eat a Bowl of Tea
- 1989: Pan Jin Lian zhi qian shi jin sheng
- 1990: Kei bing
- 1990: Ga li la jiao
- 1991: Wu fu xing chuang gui
- 1991: Jing tian shi er xiao shi
- 1991: Seung sing gusi
- 1991: Wu hu jiang zhi jue lie (Jin pai wu hu jiang)
- 1991: Haomen yeyan
- 1992: Bliźniacze smoki
- 1992: Mo lu kuang hua
- 1992: Huang Fei Hong xiao zhuang
- 1992: Ya Fei yu Ya Ji
- 1993: Zou lao wei long
- 1993: Yi wu shao ya gui
- 1993: Nu er dang zi qiang
- 1993: '93 jie tou ba wang
- 1993: Huang Fei Hong dui Huang Fei Hong
- 1993: Ji de... xiang jiao cheng shu shi
- 1993: Zhi shi huo tui
- 1993: Policyjna opowieść 4: Projekt S
- 1994: Xin qiao lang jun
- 1994: Shen long du sheng zhi qi kai de sheng
- 1994: Ji de... xiang jiao cheng shu shi II: Chu lian qing ren
- 1994: Hong Xi Guan: Zhi Shao Lin wu zu
- 1994: Gam chi yuk sip
- 1995: Ma ma fan fan
- 1996: Zui hou pau jue
- 1996: Si ge 32A he yi ge xiang jiao shao nian
- 1996: Gum gee yuk yip 2
- 1996: Wan choi ng fuk sing
- 1996: Tian mi mi
- 1997: Przytul mnie mocno
- 1997: Wan quan jie hun shou ce
- 1997: Yit huet jui keung
- 1998: Sat sau ji wong
- 1998: Ngon na ma dak lin na
- 1998: Fuyajo
- 1999: Wai Goh dik goo si
- 1999: Tian xuan di lian
- 1999: Dian ying ya
- 1999: We władzy wspomnień (Ban zhi yan)
- 1999: Liang Po Po chong chu jiang hu
- 1999: Gliny (Dak ging san yan lui)
- 1999: Xing yuan
- 2000: La jiao jiao shi
- 2000: Siu chan chan
- 2000: Kong woo giu gap
- 2001: Fai chai tong mung
- 2001: Agent z przypadku
- 2001: Ji fat faan fat
- 2001: Choh luen kwong cha min
- 2002: Mou mon tai 2
- 2002: Wang hang ba diy
- 2002: Saam gaang
- 2002: Haan chin ga chuk
- 2002: Troublesome Night 15
- 2002: Infernal Affairs (Mou gaan dou)
- 2002: Gam gai
- 2003: Fei dian ren sheng
- 2003: Lung gam wai 2003
- 2003: Daai cheung foo
- 2003: Fu bo
- 2003: Infernal Affairs II (Mou gaan dou II)
- 2003: Infernal Affairs III (Mou gaan dou III)
- 2004: Chek ji kuen wong
- 2004: Ngoh dik da gau fu mo
- 2004: Che goh ang ang chan baau cha
- 2004: Cheng chong chui lui chai
- 2004: Gong wu
- 2005: Bar Paradise
- 2005: Hau bei tim sum
- 2005: Hak bak jin cheung
- 2005: Śmiertelna gra
- 2005: Jo sok
- 2005: Ah sou
- 2005: Ru guo Ai
- 2006: Chun tian hua hua tong xue hui
- 2006: Invisible Waves
- 2006: Dongjing Shenpan
- 2006: Daai cheung foo 2
- 2006: Ngor fu
- 2007: Dragon Boys
- 2007: Ye. leung heun
- 2007: Hei wong ji wong
- 2007: Qi qin qi zong qi se lang
- 2007: Shen qiang shou yu zhi duo xing
- 2007: Bangzi laohu ji
- 2008: Gong fu guan lan
- 2008: Luk lau hau joh yee chi ga suk tse lai
- 2008: Mi guo
- 2008: Ching toi
- 2008: Dou cha
- 2008: Chan mat
- 2009: Laughing gor chi bin chit
- 2009: Kei hei hup
- 2009: Miss Kicki
- 2009: Strażnicy i zabójcy
- 2009: Ci Ling
- 2010: 72 ga cho hak
- 2010: Yuet gwong bo hup
- 2010: Dancing Ninja
- 2013: Ip Man: Ostatnia walka
- 2016: Dorwać Wattsa

## Nagrody i nominacje
- 1992: Hong Kong Film Award – najlepszy aktor (Seung sing gusi)
- 1997: Hong Kong Film Award – najlepszy aktor drugoplanowy (Tian mi mi)
- 1997: Golden Bauhinia – najlepszy aktor drugoplanowy (Tian mi mi)
- 1998: Golden Horse Award – najlepszy aktor drugoplanowy (Yue kuai le, yue duo luo)
- 2000: Hong Kong Film Award (nominacja) – najlepszy aktor (We władzy wspomnień)
- 2003: Hong Kong Film Award (nominacja) – najlepszy aktor drugoplanowy (Infernal Affairs)
- 2006: Golden Deer na Changchun Film Festival – najlepszy aktor drugoplanowy (Jo sok)